# Hét élet
A Hét élet (eredeti címén: Seven Pounds) 2008-as amerikai filmdráma Will Smith és Rosario Dawson főszereplésével. Magyarországon az English Club TV mutatta be 2020. június 19-én, eredeti nyelven.

## Cselekmény
Két évvel ezelőtt Ben Thomas (Will Smith) autóbalesetet okoz, melynek következtében 7 ember meghal. Ben ezután elhatározza, hogy ha az ő életén már úgysem lehet segíteni, legalább másokén segít. Kiszemel hét teljesen ismeretlen embert, akik sem egymást, sem őt nem ismerik. Elkezd nyomozni utánuk, minden mozdulatukat követi és amikor kell beleavatkozik és jó irányba megváltoztatja az életüket. Azonban az egyik "kiszemeltjébe" beleszeret és ezután már más elképzelései lesznek a jövőjével kapcsolatban...

## A film címe
A film címéhez (Seven Pounds magyarul Hét font) a készítők nem fűztek magyarázatot. Kritikusok szerint Shakespeare Velencei kalmár című darabjára utal, amelyben a kalmár fizetség gyanánt egy font húst kér az adósa testéből. E film esetében a hét font hét átültetett szervet jelképez, amelyet a főszereplő önkéntes halála után átültetnek a rászorulók szervezetébe. Tim a tüdejét, Holly a máját, Ezra a szemét, szerelme, Emily pedig a szívét kapja.

## Szereplők
| Szerep                   | Színész           | Magyar hang        |
| ------------------------ | ----------------- | ------------------ |
| Ben                      | Will Smith        | Kálid Artúr        |
| Emily                    | Rosario Dawson    | Kéri Kitty         |
| Ezra                     | Woody Harrelson   | Zámbori Soma       |
| Ben testvére             | Michael Ealy      | Varga Gábor        |
| Dan                      | Barry Pepper      | Dolmány Attila     |
| Connie                   | Elpidia Carrillo  | Báthory Orsolya    |
| Sarah                    | Robinne Lee       |                    |
| George Ristuccia         | Bill Smitrovich   | Forgács Gábor      |
| Stewart Goodman          | Tim Kelleher      | Forgács Péter      |
| Dr. Briar                | Gina Hecht        |                    |
| George orvosa            | Andy Milder       |                    |
| Holly                    | Judyann Elder     | Menszátor Magdolna |
| Susan                    | Sarah Jane Morris |                    |
| Kate, otthoni ápolónővér | Octavia Spencer   |                    |
| Julie                    | Bojana Novakovic  |                    |